# Le Plessis-Pâté
Le Plessis-Pâté település Franciaországban, Essonne megyében. Lakosainak száma 4107 fő (2022. január 1.). Le Plessis-Pâté Sainte-Geneviève-des-Bois, Bondoufle, Brétigny-sur-Orge, Fleury-Mérogis, Leudeville, Saint-Michel-sur-Orge és Vert-le-Grand községekkel határos.

## Népesség
A település népességének változása:
| Lakosok száma | 4027 | 3987 | 4145 | 4103 | 4121 | 4140 | 4114 | 4147 | 4107 |
|               | 2013 | 2015 | 2016 | 2017 | 2018 | 2019 | 2020 | 2021 | 2022 |